# تیموتی آتوبا
تیموتی آتوبا (انگلیسی: Timothée Atouba؛ زادهٔ ۱۷ فوریهٔ ۱۹۸۲) بازیکن فوتبال اهل کامرون بود.
از باشگاه‌هایی که در آن بازی کرده‌است می‌توان به باشگاه فوتبال بازل، باشگاه فوتبال آژاکس آمستردام، باشگاه فوتبال هامبورگ، باشگاه فوتبال لاس پالماس، و باشگاه فوتبال تاتنهام هاتسپر اشاره کرد.
وی همچنین در تیم ملی فوتبال کامرون بازی کرده‌است.